# 成语英雄
《成语英雄》是河南卫视的一档有关汉语成语的电视节目。节目第一季由崔永元主持，第二季变为陈琨。

## 节目内容
节目形式为演播室成语竞猜，以画画猜成语为核心，其中融入成语故事及选手间的情感故事。节目参赛者不限年龄，不限地域，以亲情组合形式出现，两人一组。可以是亲人，朋友，同学，恋人等。经过初赛，复赛，复活赛，决赛，最终选出一组获胜者。河南卫视希望通过这档节目，引起人们对传统文化的兴趣，对汉语辞章之美的欣赏，和对良好沟通能力的关注。。

## 播出时间及平台
| 頻道     | 地区     | 日期         | 时间            | 备注 |
| 河南卫视 | 中国大陆 | 2013年11月起 | 每周四、五21:25 |      |

## 同名手机APP
《成语英雄》节目同名手机应用程序已于2013年11月21日节目开播时同步上线。

## 在线观看
- 爱奇艺在线观看 （页面存档备份，存于）
- 乐视网在线观看